# Pemfling
Pemflinger en kommune i Regierungsbezirk Oberpfalz i den østlige del af den tyske delstat Bayern, med godt 2.200 indbyggere.

## Geografi
Pemfling ligger i Region Regensburg i nærheden af landkreisens administrationsby Cham i Naturpark Oberer Bayerischer Wald.
Der er følgende landsbyer og bebyggelser i kommunen: Engelsdorf, Grafenkirchen, Kager, Pemfling, Pitzling, Rhanwalting.